# Vera Valdez
Pour les articles homonymes, voir Valdez.
Vera Valdez, née en 1936 à Rio de Janeiro, est un mannequin brésilien qui a réalisé sa carrière en France, notamment chez Chanel.

## Biographie
À l'âge de 7 ans, la jeune Vera Valdezjoue dans Pelléas et Mélisande, scénographié par Oscar Niemeyer.

### Débuts à Paris — Chanel
Disposant d'un passeport diplomatique, elle arrive à Paris en 1952 et travaille un an pour Elsa Schiaparelli. Elle défile ensuite pour Dior avec Victoire Doutreleau. Grâce à Suzy Parker, elle rencontre Coco Chanel en 1953, rue Cambon : elle porte alors un manteau rouge à boutons dorés acheté à Saint-Germain-des-Prés, qui horrifie la créatrice, laquelle déclare finalement : « Malgré ce manteau, je vais la garder. » Par la suite, Coco Chanel présente un manteau rouge à chaque collection, confié à Vera Valdez.
Elle fait partie de la dizaine de mannequins qui, chaque jour entre 15 et 16 heures, porte devant les clientes les vêtements Chanel.
Le 30 janvier 1954, elle pose avec Marie-Hélène Arnaud dans des créations Chanel pour Paris Match. Le 5 février 1954, Coco Chanel fait son premier défilé d'après-guerre. Marie-Hélène Arnaud (19 ans) et Vera Valdez (17 ans) défilent pour elle. La créatrice garde avec la seconde une complicité pendant plusieurs années. Elle l'invite à déjeuner dans son appartement, en compagnie d'Anouk Aimée, Claude Pompidou, Maggie van Zuylen et sa fille Marie-Hélène. 
Vera Valdez est cependant renvoyée de chez Chanel pour absentéisme et retards au début des années 1960 ; son compagnon, Louis Malle, lui permet de devenir costumière (payée au noir, comme chez Chanel) sur le film Le Feu follet (1963), pour lequel Chanel prête des vêtements. Durant le tournage, elle veille également sur l'acteur Maurice Ronet, qui est alcoolique. Elle joue finalement un petit rôle que Malle avait oublié de distribuer, une débile légère internée dans le même établissement que l'acteur.
Coco Chanel fait passer Vera Valdez lors de son dernier défilé, pendant l'été 1970. À cette époque, âgée de 34 ans, elle n'est cependant plus mannequin, jouant au théâtre et pour des films du Cinema Novo. Le 20 juillet 1970, le Women's Wear Daily lui consacre un reportage.

### Retour au Brésil
Dans les années 1970, elle est arrêtée à un aéroport brésilien avec de la cocaïne dans son sac Chanel, déclarant ignorer qu'elle s'y trouvait. Le nouveau régime brésilien est une dictature et la famille de Vera Valdez est en prison, dont son mari Pedro de Moraes. Elle est emprisonnée, torturée et envoyée en hôpital psychiatrique.

### Exil à Paris
Les réalisateurs Bernardo Bertolucci et Louis Malle lui envoient des offres d'emploi et elle arrive à quitter le Brésil. Elle vit en exil en France, vendant par exemple des sacs Vuitton achetés en boutique et revendus plus chers à des Japonaises.
Fin 2008, à l'âge de 72 ans, elle fait un strip-tease pour le magazine brésilien Trip.
Au début des années 2010, elle fait partie de la compagnie de théâtre expérimental Teatro Oficina, dirigée par José Celso.

### Vie privée
Vera Valdez mène une vie sexuelle libre et sort le soir dans des boîtes de nuits comme Castel, Chez Régine, La Calavados ou encore au Club Saint-Hilaire.
Elle a une liaison avec le journaliste de Paris Match Bernard Giquel, en même temps que le mannequin China Machado.
En 1956, son père lui envoie un billet d'avion afin qu'elle revienne au Brésil pour les vacances ; elle y rencontre l'acteur Luís Linhares (pt), avec qui elle a une fille (Paula) mais l'union ne dure pas, ce dernier demandant le divorce après qu'elle a posé nue dans un magazine brésilien, photos prises dans le penthouse de l'écrivain Rubem Braga (en).
En 1959, alors qu'elle est à Lausanne (Suisse) avec Coco Chanel, elle tombe amoureuse du baron Teddy van Zuylen (fils de Maggie van Zuylen) ; elle se retrouve enceinte de lui mais avorte. Elle kidnappe sa fille Paula et l'installe à Paris, rue de Ségur, dans un appartement offert par Teddy van Zuylen.
Elle rencontre le réalisateur Louis Malle au début des années 1960 et lui dit qu'elle trouve son film Vie privée raté ; ils deviennent amis et amants.
Sa fille Paula présente cependant des troubles du comportement et le psychanalyste Jacques Lacan lui conseille de rentrer au Brésil. Là-bas, elle fait la connaissance de Pedro, fils du musicien Vinícius de Moraes. Ils ont ensemble une fille, née en 1969, Mariana.